# Fader vor
Fader vor eller Fadervor er en kristen bøn, som findes i Matthæusevangeliet, kapitel 6, vers 9-13, og udgør en del af Bjergprædikenen.
Bønnen bruges ofte som et eksempel, når man vil illustrere, hvordan et sprog ser ud. Det skyldes at Bibelen er oversat til mange sprog, og at mange kristne kender lige netop dette tekststykke udenad. Der kan findes en del eksempler på Fadervor på forskellige sprog i Wikipedia. (Følg denne artikels henvisninger til andre sprog og evt. disses respektive Hvad henviser hertil-funktioner.)

## Folkekirken
I den danske folkekirkes autoriserede bibeloversættelse fra 1992 lyder den:

Vor Fader, du som er i himlene!

Helliget blive dit navn,

komme dit rige,

ske din vilje

som i himlen således også på jorden;

giv os i dag vort daglige brød,

og forlad os vor skyld,

som også vi forlader vore skyldnere,

og led os ikke ind i fristelse,

men fri os fra det onde.

For dit er Riget og magten og æren i evighed!

Amen.

Ovenstående oversættelse indeholder formuleringerne "forlader vore skyldnere" og "For dit er Riget og magten og æren i evighed!" som traditionelt har været en del af Fadervor i Danmark, men disse formuleringer findes ikke i de ældste græske udgaver af Matthæusevangeliet, som oversættelsen ellers bygger på. I gudstjenesten bruger man enten den "nye" (ovenstående) udgave, eller den "gamle" (nedenstående) udgave:

Fader vor, du som er i himlene! 

Helliget vorde dit navn,

komme dit rige,

ske din vilje

som i himlen således også på jorden;

giv os i dag vort daglige brød,

og forlad os vor skyld,

som også vi forlader vore skyldnere,

og led os ikke i fristelse,

men fri os fra det onde.

Thi dit er riget og magten og æren i evighed!

Amen.

## Den Katolske Kirke
Den Katolske Kirkes udgave af Fadervor på dansk lyder: 

Fader vor, du som er i Himlene!

Helliget vorde dit navn,

komme dit rige.

Ske din vilje, som i Himlen således også på jorden.

Giv os i dag vort daglige brød

og forlad os vor skyld,

som også vi forlader vore skyldnere,

og led os ikke i fristelse,

men fri os fra det onde.

(Thi dit er riget og magten og æren i evighed).

Amen.

Den latinske version af Fadervor, som blev brugt af alle katolikker indtil Det andet Vatikankoncil, hvor det i dag kun er officielt i Vatikanstaten, lyder:

Pater noster, qui es in cælis,

sanctificétur nomen tuum.

Advéniat regnum tuum.

Fiat volúntas tua, sicut in cælo, et in terra.

Panem nostrum quotidiánum da nobis hódie,

et dimítte nobis débita nostra

sicut et nos dimíttimus debitóribus nostris.

Et ne nos indúcas in tentatiónem, sed líbera nos a malo.

(Quia tuum est regnum, et potéstas, et glória in sæcula sæculorum.)

Amen.

I Lukasevangeliet findes en anden version af det traditionelt brugte Fadervor fra Matthæusevangeliet:

»Når I beder, skal I sige

Fader!

Helliget blive dit navn,

komme dit rige;

giv os hver dag vort daglige brød,

og forlad os vore synder,

for også vi forlader selv enhver, som er skyldig over for os,

og led os ikke ind i fristelse.«

(Luk.11,2-4 
)

"Far i himlen!
Lad alle forstå at du er Gud,
lad dit rige blive virkelighed,
og lad alting blive som du vil have det
- her på jorden ligesom det allerede er i himlen.
Giv os det brød vi har brug for i dag.
Tilgiv os det vi har gjort forkert
ligesom vi har tilgivet andre.
Lad være med at sætte os på prøve,
og befri os fra ondskabens magt.
For du er Gud, du har magten, og vi vil altid hylde dig.
Amen."
(Den Nye Aftale – Det nye Testamente på nudansk,
Bibelselskabets Forlag 2007, 520 sider.)

## Aramæisk udgave?
Man har forsøgt at rekonstruere hvordan Fadervor kan have lydt på aramæisk, som var det sprog Jesus formodes at have talt. Den oprindelige bøn har været kort, ligefrem, og skal på aramæisk også have rimet og været rytmisk. Fraregnet tilføjelser og forandringer kan den have lydt omtrent sådan: "Far, lad dit navn holdes helligt. Lad dit rige komme. Giv os i dag vort daglige brød. Tilgiv os vor skyld, som vi tilgiver dem, der står i skyld til os. Og sæt os ikke på prøve." 